# J9 ETERNAL SPECIAL
『J9 ETERNAL SPECIAL』（ジェイナイン・エターナル・スペシャル）は、1993年9月17日に東芝EMI（現・ユニバーサル ミュージック ジャパン）から発売された山本正之のオリジナル・ミニアルバム。

## 解説
- 山本自身が自ら作曲を手掛けたアニメ『J9シリーズ』の各種主題歌・挿入歌のセルフカヴァー・ミニアルバム。

## 収録曲
※ 全作曲：山本正之、全編曲：藤原いくろう
1. アステロイド・ブルース
  - 作詞: 山本優

『銀河烈風バクシンガー』エンディングテーマのセルフカヴァー。
2. 星影のララバイ
  - 作詞: 山本優

『銀河旋風ブライガー』挿入歌のセルフカヴァー。
3. 銀河旋風ブライガー
  - 作詞: 山本正之

※『銀河旋風ブライガー』オープニングテーマのセルフカヴァー。
4. 銀河烈風バクシンガー
  - 作詞: 山本優

※『銀河烈風バクシンガー』オープニングテーマのセルフカヴァー。
5. 銀河疾風サスライガー
  - 作詞: 山本優

※『銀河疾風サスライガー』オープニングテーマのセルフカヴァー。
6. J9シティでなげキッス
  - 作詞: 四辻たかお

※このアルバムのために書き下ろされた新曲。